# Forskalia tholoides
Forskalia tholoides is een hydroïdpoliep uit de familie Forskaliidae. De poliep komt uit het geslacht Forskalia. Forskalia tholoides werd in 1888 voor het eerst wetenschappelijk beschreven door Haeckel. 